# Estel peculiar
Un estel peculiar o estrella peculiar (estels CP de l'anglès Chemically peculiar) és un tipus d'estel que posseeix una abundància de metalls anòmala, almenys en les seves capes superficials.

## Classificació
Els estels químicament peculiars són freqüents entre els estels calents de la seqüència principal, on en seu l'interior es produeix la fusió nuclear de l'hidrogen. Aquests tipus d'estels s'han dividit en quatre classes principals sobre la base dels seus espectres:
- Estrella pobra en heli, que sembla tenir menys heli de l'esperat segons els colors UBV de Johnson
- Estel Ap, amb camps magnètics intensos i línies d'absorció fortes de silici, crom, estronci, europi i altres. També tendeixen a rotar lentament. La seva temperatura efectiva es troba entre els 8.000 K i 15.000 K, això no obstant, el càlcul de la temperatura efectiva és difícil en aquest tipus d'estels a causa de l'estructura atmosfèrica.
- Estel de mercuri-manganès (HgMn), amb fortes línies d'absorció de manganès i mercuri en el seu espectre. Tradicionalment s'han situat dins la categoria Ap, però no mostren el fort camp magnètic associat clàssic d'aquesta categoria. Roten molt lentament, inclús per als estàndards dels estels peculiars. La seva temperatura efectiva es troba entre els 10.000 K i els 15.000 K
- Estel amb línies metàl·liques (estel Am), amb línies fortes de certs metalls i línies febles de calci i escandi, també tendeixen a rotar lentament i a tenir una temperatura efectiva entre 7000 K i 10.000 K.

Alguns estels presenten característiques mixtes de diverses d'aquestes classes.
En general, es pensa que la peculiar composició química observada en la superfície d'aquests estels és causada per processos que han tingut lloc després de la formació de l'estel, com ara difusió o efectes magnètics en les seves capes externes. Aquests processos fan que alguns elements s'assentin en les capes inferiors de l'atmosfera, mentre que altres elements ascendeixen des de l'interior cap a la superfície, provocant les particularitats espectrals observades. Se suposa que l'interior de l'estel, així com l'estel en el seu conjunt, tenen una abundància química més normal que reflecteix les composició del núvol de gas a partir del qual es formà.
També hi ha estels peculiars freds, estels tipus espectral G o posterior, però habitualment aquestes estels no són de la seqüència principal. En general, aquests estels s'identifiquen pel nom de la seva classe o alguna etiqueta específica addicional, quedant la frase químicament peculiar limitada als membres d'un dels tipus d'estels calents descrits anteriorment.
Molts estels químicament peculiars freds són el resultat de la barreja de productes de la fusió nuclear des de l'interior cap a la superfície de l'estel; aquestes inclouen la major part dels estels de carboni i estels de tipus S. Altres són el resultat de transferència de massa en un estel binari; exemples d'aquestes inclouen els estels de bari i algunes estrelles de tipus S.

## Principals estels peculiars
A la següent taula hi figuren els principals estels químicament peculiars ordenats segons la distància al sistema solar.
| Nom        | Nomenclatura de Bayer | Nomenclatura del catàleg HD | Tipus espectral | Temperatura efectiva (K) | Distància (parsecs) |
| ---------- | --------------------- | --------------------------- | --------------- | ------------------------ | ------------------- |
|            | α Circini             | HD 128898                   | A7VpSrEu        | 7.674                    | 16                  |
| Alioth     | ε Ursae Majoris       | HD 112185                   | A0p             | 8.974                    | 24                  |
| Cor Caroli | α² Canum Venaticorum  | HD 112413                   | A0spe           | 11.614                   | 33                  |
| Nusakan    | β Coronae Borealis    | HD 137909                   | F0p             | 7.430                    | 34                  |
|            | γ Equulei             | HD 201601                   | A9p             | 7.621                    | 35                  |
| Alrisha A  | α Piscium A           | HD 12447                    | A0sp            | 9.977                    | 42                  |
|            | ι Cassiopeiae         | HD 15089                    | A5p             | 8.414                    | 43                  |

- Fonts:Tipus espectral de SIMBAD.[4]